# Marcus Aemilius Scaurus (consul in 115 v.Chr.)
Marcus Aemilius Scaurus was een Romeinse politicus. Hij was consul in 115 voor Christus, en censor vanaf 109 voor Christus. In 108 stierf zijn mede-censor Marcus Livius Drusus maior en moest Scaurus aftreden. Na zijn consulschap was hij tevens princeps senatus. Hij gaf opdracht de Via Aemilia Scaura aan te leggen.
Hij was een conservatieve Romein (Optimatus), maar was wel een voorstander van de wet van Marcus Livius Drusus minor om Italiërs het Romeins burgerrecht te geven. Als prominent politicus schreef Scaurus op het einde van zijn leven ook een politieke autobiografie. Zijn De vita sua bestond uit drie boeken en bevatten onder andere redevoeringen van hem. Het werk is echter niet bewaard.
Zijn tweede vrouw was Caecilia Metella Dalmatica, latere vrouw van Sulla, met wie hij twee kinderen kreeg.